# Olympische Sommerspiele 1932/Teilnehmer (Japan)
| Gelbes Symbol für Goldmedaillen mit stilisierten Olympischen Ringen | Graues Symbol für Silbermedaillen mit stilisierten Olympischen Ringen | Braundes Symbol für Bronzemedaillen mit stilisierten Olympischen Ringen |
| ------------------------------------------------------------------- | --------------------------------------------------------------------- | ----------------------------------------------------------------------- |
| 7                                                                   | 7                                                                     | 4                                                                       |

Das Kaiserreich Japan nahm mit 119 Sportlern an den Olympischen Sommerspielen 1932 in Los Angeles teil. Sie vertraten die Sportarten Leichtathletik, Schwimmen, Boxen, Wasserspringen, Wasserpolo, Feldhockey, Ringen, Turnen, Rudern und Reiten.
Auch für den Kunstwettbewerb waren Teilnehmer aus Japan und ihre Werke gemeldet.
Außerdem waren die japanischen Mitglieder des Internationalen Olympischen Komitees (IOC) Jigoro Kano und Seiichi Kishi vor Ort nebst Trainern, Schiedsrichtern und anderen Betreuern. Die gesamte japanische Delegation lief mit mehr als 150 Personen zur Eröffnungsfeier in das Stadion.

## Medaillengewinner

### Gold

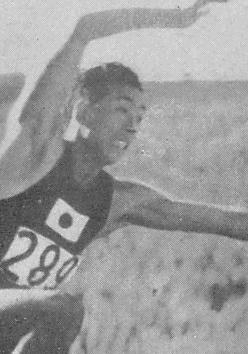
Goldmedaillengewinner Dreispringer Nambu Chūhei

| Name(n)                                                            | Geschlecht m/w | Sportart       | Wettkampf                  |
| ------------------------------------------------------------------ | -------------- | -------------- | -------------------------- |
| Chuhei Nambu                                                       | m              | Leichtathletik | Dreisprung                 |
| Masaji Kiyokawa                                                    | m              | Schwimmen      | 00100-m-Rückenschwimmen    |
| Yasuji Miyazaki                                                    | m              | Schwimmen      | 00100-m-Freistilschwimmen  |
| Yoshiyuki Tsuruta                                                  | m              | Schwimmen      | 00200-m-Rückenschwimmen    |
| Kusuo Kitamura                                                     | m              | Schwimmen      | 01500-m-Freistilschwimmen  |
| Hisakichi Toyoda, Masanori Yusa, Yasuji Miyazaki, Takashi Yokoyama | m              | Schwimmen      | 4 × 200-m-Staffelschwimmen |
| Takeichi Nishi                                                     | m              | Reiten         | Jagdspringen               |

### Silber

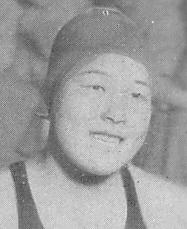
Silbermedaillengewinnerin Schwimmerin Hideko Maehata

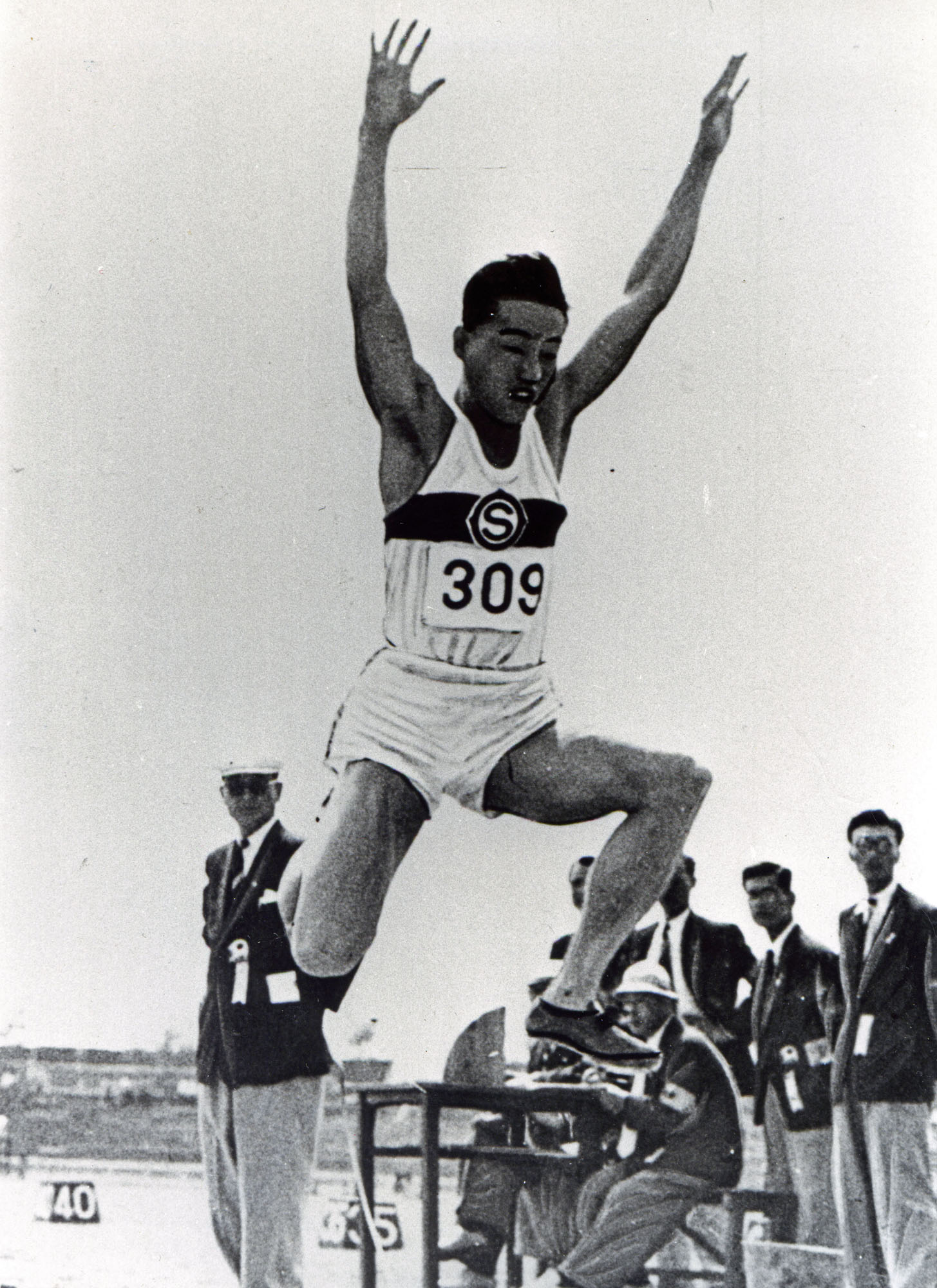
Bronzemedaillengewinner Ōshima Kenkichi

| Name(n) | Geschlecht m/w | Sportart       | Wettkampf                |
| --- | -------------- | -------------- | ------------------------ |
| Shuhei Nishida | m              | Leichtathletik | Stabhochsprung           |
| Tasugo Kawaishi | m              | Schwimmen      | 100-m-Freistilschwimmen  |
| Toshio Irie | m              | Schwimmen      | 100-m-Rückenschwimmen    |
| Hideko Maehata | w              | Schwimmen      | 200-m-Brustschwimmen     |
| Reizō Koike | m              | Schwimmen      | 200-m-Brustschwimmen     |
| Shōzō Makino | m              | Schwimmen      | 1500-m-Freistilschwimmen |
| Shunkichi Hamada, Junzo Inohara, Sadayoshi Kobayashi, Haruhiko Kon, Kenichi Konishi, Hiroshi Nagata, Eiichi Nakamura, Yoshio Sakai, Katsumi Shibata, Akio Sohda, Toshio Usami | m              | Hockey         | Feldhockey               |

### Bronze
| Name(n)         | Geschlecht m/w | Sportart       | Wettkampf               |
| --------------- | -------------- | -------------- | ----------------------- |
| Chuhei Nambu    | m              | Leichtathletik | Weitsprung              |
| Kenkichi Oshima | m              | Leichtathletik | Dreisprung              |
| Kentato Kawatsu | m              | Schwimmen      | 100-m-Rückenschwimmen   |
| Tsutomu Ōyokota | m              | Schwimmen      | 400-m-Freistilschwimmen |

## Teilnehmer nach Sportarten und ihre Platzierung

### Männer
Alle Ergebnisse bis Platz 6 sind in die offizielle Ehrenrolle eingetragen
Die Sortierung nach Namen ist für die Teamwettbewerbe nur nach dem Erstgenannten/der Erstgenannten möglich.
| Sportart                  | Disziplin                                                             | Name und ggf. Ergebnis | Platzierung                | Bemerkung |
| ------------------------- | --------------------------------------------------------------------- | --- | -------------------------- | --- |
| Leichtathletik, Laufsport | 00100 m                                                               | Isuzu Anno | : 10,6 s                   | Schaffte es nicht ins Finale |
| Leichtathletik, Laufsport | 00100 m                                                               | Takayoshi Yoshioka | 06. Platz                  | |
| Leichtathletik, Laufsport | 00200 m                                                               | Takayoshi Yoshioka |                            | keiner schaffte es ins Finale |
| Leichtathletik, Laufsport | 00200 m                                                               | Itaro Nakajima |                            | keiner schaffte es ins Finale |
| Leichtathletik, Laufsport | 00200 m                                                               | Teichi Nishi |                            | keiner schaffte es ins Finale |
| Leichtathletik, Laufsport | 00400 m                                                               | Iwao Masuda |                            | keiner schaffte es ins Halbfinale |
| Leichtathletik, Laufsport | 00400 m                                                               | Seiken Cho |                            | keiner schaffte es ins Halbfinale |
| Leichtathletik, Laufsport | 00400 m                                                               | Seikan Oki |                            | keiner schaffte es ins Halbfinale |
| Leichtathletik, Laufsport | 05000 m                                                               | Masamichi Kitamoto |                            | nicht qualifiziert |
| Leichtathletik, Laufsport | 05000 m                                                               | Schoichiro Takenaka | 13. Platz                  | von 14 Finalisten |
| Leichtathletik, Laufsport | 10.000 m                                                              | Masamichi Kitamoto | 11. Platz                  | von 14 Finalisten |
| Leichtathletik, Laufsport | 10.000 m                                                              | Schoichiro Takenaka | 12. Platz                  | von 14 Finalisten |
| Leichtathletik, Laufsport | Marathon                                                              | Seiichiro Tsuda |                            | nicht unter den ersten 20; insgesamt starteten 28 Sportler |
| Leichtathletik, Laufsport | Marathon                                                              | Taika Gon | 09. Platz: 2:42:52 Stunden | |
| Leichtathletik, Laufsport | Marathon                                                              | Onbai Kin |                            | nicht unter den ersten 20 |
| Leichtathletik, Laufsport | 0110 m Hürden                                                         | Tatsuzo Fujita |                            | kam bis ins Semifinale |
| Leichtathletik, Laufsport | 0400 m Hürden                                                         | Seiken Cho |                            | im ersten Versuch ausgeschieden |
| Leichtathletik, Laufsport | 4 × 100-m-Staffel                                                     | Takayoshi Yoshioka, Chuhei Nambu, Izuo Anno, Itaro Nakajima | 05. Platz                  | von 6 Finalisten |
| Leichtathletik, Laufsport | 4 × 400-m-Staffel                                                     | Itaro Nakajima, Iwao Masuda, Seikan Oki, Teichi Nishi | 05. Platz                  | von 6 Finalisten |
| Leichtathletik, Springen  | Hochsprung                                                            | Misao Ono | : 1,90 m                   | (08. Platz) |
| Leichtathletik, Springen  | Hochsprung                                                            | Kazuo Kimura | 06. Platz: 1,94 m          | |
| Leichtathletik, Springen  | Weitsprung                                                            | Naoto Tajma | 06. Platz: 7,15 m          | |
| Leichtathletik, Springen  | Weitsprung                                                            | Chuhei Nambu | 03. Platz: 7,45 m          | WR-Halter 1931 |
| Leichtathletik, Springen  | Dreisprung                                                            | Chuhei Nambu | 01. Platz: 15,72 m         | Neuer WR |
| Leichtathletik, Springen  | Dreisprung                                                            | Mikio Oda | : 13,97 m                  | (12. Platz) |
| Leichtathletik, Springen  | Dreisprung                                                            | Kenkichi Ōshima | 03. Platz: 15,12 m         | |
| Leichtathletik, Springen  | Stabhochsprung                                                        | Shuhei Nishida | 02. Platz: 4,30 m          | nur 9 Sportler waren gemeldet; Nishida hatte den längsten Anlauf von allen, in den verschiedenen Sprüngen riss er die Latte 'mal mit der Hand, 'mal mit der Brust. Der Erstplatzierte, Miller schaffte mit 4,315 m einen neuen WR.                               |
| Leichtathletik, Springen  | Stabhochsprung                                                        | Shizuo Moshizuki | 05. Platz: 4,0 m           | |
| Leichtathletik, Werfen    | Speerwurf                                                             | Kohasku Sumiyoshi | : 61,14 m                  | (08. Platz) |
| Leichtathletik, Werfen    | Speerwurf                                                             | Saburo Nagao | : 59,83 m                  | (10. Platz) |
| Leichtathletik, Werfen    | Hammerwurf                                                            | Masayoshi Ochiai | : 41,00 m                  | (12. Platz) |
| Leichtathletik, Werfen    | Hammerwurf                                                            | Yuji Nagao | : 43,41 m                  | (10. Platz) |
| Schwimmen                 | 0100 m Freistil                                                       | Tatsugo Kawaishi | 02. Platz, 58,6 s          | |
| Schwimmen                 | 0100 m Freistil                                                       | Zenjiro Tajkahashi | 05. Platz: 59,2 s          | |
| Schwimmen                 | 0100 m Freistil                                                       | Yasuji Miyazaki | 01. Platz: 58,2 s          | BILD; im Semifinale stellte Miyazaki mit 58,0 s einen neuen OR auf |
| Schwimmen                 | 0100 m Rücken                                                         | Toshio Irie | 02. Platz: 1:10,0 min      | Die drei Erstplatzierten brachen alle bis dahin erzielten Rekorde. |
| Schwimmen                 | 0100 m Rücken                                                         | Kentato Kawatsu | 03. Platz: 1:10,9 min      | Die drei Erstplatzierten brachen alle bis dahin erzielten Rekorde. |
| Schwimmen                 | 0100 m Rücken                                                         | Masaji Kiyokawa | 01. Platz: 68,6 s          | Die drei Erstplatzierten brachen alle bis dahin erzielten Rekorde. |
| Schwimmen                 | 0200 m Brust                                                          | Yoshiyuki Tsuruta | 01. Platz: 2:45,4 min      | Im Vorlauf stellte Tsuruta mit 2:44,9 min einen neuen OR auf |
| Schwimmen                 | 0200 m Brust                                                          | Reizō Koike | 02. Platz: 2:46,6 min      | |
| Schwimmen                 | 0200 m Brust                                                          | Shigeo Nakagawa | 06. Platz: 2:52,8 min      | |
| Schwimmen                 | 0400 m Freistil                                                       | Takashi Yokoyama | 04. Platz: 4:52,5 min      | |
| Schwimmen                 | 0400 m Freistil                                                       | Nobaru Sugimoto | 05. Platz                  | |
| Schwimmen                 | 0400 m Freistil                                                       | Tsutomu Ōyokota | 03. Platz: 4:52,3 min      | |
| Schwimmen                 | 1500 m Freistil                                                       | Sunao Ishirada |                            | 04. Platz im Semifinale |
| Schwimmen                 | 1500 m Freistil                                                       | Shōzō Makino | 02. Platz                  | |
| Schwimmen                 | 1500 m Freistil                                                       | Kusuo Kitamura | 01. Platz: 19:12,4 min     | OR |
| Schwimmen                 | 4 × 200-m-Staffel                                                     | Yasuji Miyazaki, Masanori Yusa, Hisakichi Toyoda, Takashi Yokoyama | 01. Platz: 8:58,8 min      | |
| Wasserspringen            | Sprung vom 3-m-Brett Pflicht und Kür                                  | Kazuo Kobayashi | 06. Platz                  | |
| Wasserspringen            | 3-m-Brett                                                             | Tetsutaro Namae |                            | |
| Wasserspringen            | Sprung vom Turm (High Diving)                                         | Hidekatsu Ishida | 08. Platz                  | |
| Ballspiel                 | Wasserpolo (Wasserball)                                               | Akira Fujita, Yasutaro Sakagami, Takaji Takebayashi, Seibei Kimura, Tosuke Sawami, Iwao Tokito, Shuji Dol, Takashige Matsumoto                                              | 04. Platz                  | von 4 Teams (Ungarn, Deutschland, USA) |
| Turnen (=Gymnastik)       | Freie Ringe, (Schaukelringe)                                          | Takashi Kondō | 08. Platz                  | Die Japaner beteiligten sich am Vorabend des Wettkampftages (10. August) an einer Demonstrationsvorführung zur Gymnastik, zusammen mit Teilnehmern aus anderen Ländern.                                                                                          |
| Turnen (=Gymnastik)       | Parallelbarren                                                        | Toshihiko Sasano | 12. Platz                  | Die Japaner beteiligten sich am Vorabend des Wettkampftages (10. August) an einer Demonstrationsvorführung zur Gymnastik, zusammen mit Teilnehmern aus anderen Ländern.                                                                                          |
| Turnen (=Gymnastik)       | Stufenbarren                                                          | Mahito Haga | 08. Platz                  | Die Japaner beteiligten sich am Vorabend des Wettkampftages (10. August) an einer Demonstrationsvorführung zur Gymnastik, zusammen mit Teilnehmern aus anderen Ländern.                                                                                          |
| Turnen (=Gymnastik)       | Mannsch. u. Allround                                                  | Fujio Kakuta, Yoshitake Takeda; Kondō; Sasano; Shigao Homma | 05. Platz von 5 Teams      | Die Japaner beteiligten sich am Vorabend des Wettkampftages (10. August) an einer Demonstrationsvorführung zur Gymnastik, zusammen mit Teilnehmern aus anderen Ländern.                                                                                          |
| Turnen (=Gymnastik)       | Mehrfach-Geräte, individuell                                          | Toshihiko Sasano | 18. Platz                  | Die Japaner beteiligten sich am Vorabend des Wettkampftages (10. August) an einer Demonstrationsvorführung zur Gymnastik, zusammen mit Teilnehmern aus anderen Ländern.                                                                                          |
| Turnen (=Gymnastik)       | Mehrfach-Geräte, individuell                                          | Shigao Homma | 21. Platz                  | Die Japaner beteiligten sich am Vorabend des Wettkampftages (10. August) an einer Demonstrationsvorführung zur Gymnastik, zusammen mit Teilnehmern aus anderen Ländern.                                                                                          |
| Turnen (=Gymnastik)       | Mehrfach-Geräte, individuell                                          | Takashi Kondō | 22. Platz                  | Die Japaner beteiligten sich am Vorabend des Wettkampftages (10. August) an einer Demonstrationsvorführung zur Gymnastik, zusammen mit Teilnehmern aus anderen Ländern.                                                                                          |
| Turnen (=Gymnastik)       | Mehrfach-Geräte, individuell                                          | Fujio Kakuta | 23. Platz (letzter)        | Die Japaner beteiligten sich am Vorabend des Wettkampftages (10. August) an einer Demonstrationsvorführung zur Gymnastik, zusammen mit Teilnehmern aus anderen Ländern.                                                                                          |
| Ringen, Freistil          | Federgewicht                                                          | Ishiro Hatta |                            | ausgeschieden 2. Runde |
| Ringen, Freistil          | Leichtgewicht                                                         | Eitaro Suzuki |                            | ausgeschieden 2. Runde |
| Ringen, Freistil          | Weltergewicht                                                         | Yoshio Kohno |                            | ausgeschieden 2. Runde durch Wurf in 11:42 min |
| Ringen, Freistil          | Mittelgewicht                                                         | Sumiyuki Kotani |                            | beim Vergleich mit dem Kanadier Stockton ist Kotani in der 3. Runde ausgeschieden |
| Ringen, griech.-röm.      | Federgewicht                                                          | Kiyoshi Kase |                            | ausgeschieden 2. Runde |
| Ringen, griech.-röm.      | Leichtgewicht                                                         | Yoneishi Miyazaki |                            | ausgeschieden 2. Runde |
| Ringen, griech.-röm.      | Weltergewicht                                                         | Shiichi Yoshida |                            | ausgeschieden 2. Runde |
| Boxen                     | Fliegengewicht                                                        | Kiyonobu Murakami |                            | ausgeschieden 2. Runde |
| Boxen                     | Bantamgewicht                                                         | Akira Nakao |                            | ausgeschieden 2. Runde |
| Boxen                     | Federgewicht                                                          | Katsuo Kameoka |                            | ausgeschieden 1. Runde |
| Boxen                     | Leichtgewicht                                                         | Otsu Shu Ko |                            | ausgeschieden 1. Runde |
| Boxen                     | Weltergewicht                                                         | Aikoku Hirabshi |                            | ausgeschieden 1. Runde |
| Rasensport                | Feldhockey                                                            | Shunkichi Hamada, Junzo Inohara, Sadayoshi Kobayashi, Haruhiko Kon, Kenichi Konishi, Hiroshi Nagat, Eichi Nakamura, Yoshio Sakai, Katsumi Shibata, Akio Sohda, Toshio Usami | 02. Platz                  | erstmalige Teilnahme japanischer Spieler an den OSS. Den Kampf gegen die USA-Mannschaft gewannen die Japaner mit 9:2. Allerdings nahmen auch die Amerikaner erstmals an einem olympischen Hockeyturnier teil, ihre Mannschaft bestand überwiegend aus Studenten. |
| Rudern                    | Vierer mit Steuermann                                                 | Daikichi Suzuki, Umetaro Shibata, Norio Ban, Rokuro Takahashi, Shokichi Nanba                                                                                               |                            | 3. Platz im 2. Lauf, keine Finalteilnahme |
| Rudern                    | Achter                                                                | Suburo Hara, Yoshio Enamoto, Shigeo Fujiwara, Hidemitsu Tanaka, Setsuo Matsuura, Taro Nishidono, Setsuji Tanaka, Keizo Ikeda, Toshi Sano                                    |                            | 3. Platz im 1. Lauf, 3. Platz im 2. Lauf, keine Finalteilnahme |
| Reiten                    | 3-Tages-Event Dressur, Straßenritt, Querfeldeine, Hindernis, Springen | Morishige Yamaotoa auf „Kingo“ | 07. Platz                  | |
| Reiten                    | 3-Tages-Event                                                         | Taro Nara auf „Sonshin“ |                            | 11. Platz in Vorrunde |
| Reiten                    | 3-Tages-Event                                                         | Shunzo Kido auf „Kyu Gun“ |                            | 12. Platz in Vorrunde |
| Reiten                    | Preis der Nationen: Jagdspringen                                      | Takeichi Nishi auf „Uranus“ | 01. Platz                  | 8 Fehler; Nishi wird als Rittmeister und Prinz bezeichnet. Der Preis der Nationen konnte nicht vergeben werden, weil keine Mannschaft komplett durch die Wettbewerbe kam.                                                                                        |
| Reiten                    | Preis der Nationen: Springen                                          | Yasushi Imamura auf „Sonny Boy“ |                            | ausgeschieden |

### Frauen
| Sportart       | Disziplin         | Name und ggf. Ergebnis                                    | Platzierung           | Bemerkung                                             |
| -------------- | ----------------- | --------------------------------------------------------- | --------------------- | ----------------------------------------------------- |
| Leichtathletik | 100-m-Lauf        | Sumiko Watanabe                                           |                       | 3. Platz in der 2. Runde, im Semifinale ausgeschieden |
| Leichtathletik | 100 m             | Taka Shibata                                              | 06. Platz             |                                                       |
| Leichtathletik | 100 m             | Asa Dogura                                                | 04. Platz             |                                                       |
| Leichtathletik | 080 m Hürden      | Michi Nakanishi                                           |                       | Finale verpasst                                       |
| Leichtathletik | 4 × 100-m-Staffel | Mie Muroaka, Michi Nakanishi, Asa Dogura, Sunika Watanabe | 05. Platz             |                                                       |
| Leichtathletik | Hochsprung        | Yayeko Sagar                                              | 08. Platz: 1,49 m     | 10 Finalistinnen                                      |
| Leichtathletik | Hochsprung        | Yuriko Hirohashi                                          | 09. Platz: 1,46 m     |                                                       |
| Leichtathletik | Diskuswurf        | Mitsue Ishizu                                             | 07. Platz: 33,52 m    |                                                       |
| Leichtathletik | Speerwurf         | Mitsue Ishizu                                             | 08. Platz: 30,81 m    |                                                       |
| Leichtathletik | Speerwurf         | Masako Shimpo                                             | 04. Platz: 39,07 m    |                                                       |
| Schwimmen      | 100 m Freistil    | Hatsuho Matsuzawa                                         | : 1:17,1 min          | im 1. Vorlauf ausgeschieden                           |
| Schwimmen      | 100 m Freistil    | Yukie Arata                                               | : 1:16,1 min          | im 3. Vorlauf ausgeschieden                           |
| Schwimmen      | 100 m Freistil    | Kazue Kojima                                              | : 1:16,2 min          | im 2. Vorlauf ausgeschieden                           |
| Schwimmen      | 100 m Rücken      | Masao Yokota                                              | : 1:25,1 min          | im 1. Vorlauf ausgeschieden                           |
| Schwimmen      | 200 m Brust       | Hideko Maehata                                            | 02. Platz: 3:06,4 min |                                                       |
| Schwimmen      | 400 m Freistil    | Hatsuko Morioka                                           | : 6:07,4 min          | 3. Platz im 4. Vorlauf                                |
| Schwimmen      | 4 × 100-m-Staffel | Kazue Kojima, Arata, Yokota, Morioka                      | 05. Platz             |                                                       |
| Wasserspringen | Brett             | Etsuki Kamakura                                           | 07. Platz             |                                                       |
| Wasserspringen | Turm              | Etsuki Kamakura                                           | 06. Platz             |                                                       |

### Kunstwettbewerb
Hier beteiligten sich 31 Nationen mit 1100 Exponaten. Die Ausstellung fand im Museum für Kunst und Wissenschaft in Los Angeles statt. Für den Wettbewerb zugelassen waren alle Werke, die in der IX. Olympiade entstanden, d. h. zwischen dem 1. Januar 1928 und dem Beginn der Spiele in Los Angeles. Juroren werteten Bilder – nach Art der Farben (Öl, Aquarell..) – Skulpturen, Architektur (Bauwerke).
Von den japanischen Exponaten belegte das Bild A Wrestling Match of the Insects von Eijiyo Naga einen 3. Platz in der Kategorie Drucke. Zudem erhielt ein Medaillenentwurf (Titel und Designer nicht im Report genannt) die Auszeichnung Ehrenwerte Erwähnung.
An den Kategorien Literatur und Musik beteiligte sich Japan nicht.

## Einschätzungen und Erlebnisberichte (Auswahl)

### Schwimmen
Es wurden 15 Millionen reinsten Leitungswassers in das Becken eingefüllt und die Sonne erwärmte das Wasser auf eine Durchschnittstemperatur von 25 Grad Celsius. Da es außerdem sehr weich war, hatten einige Sportler damit Probleme wie der Finne Reingoldt, der behauptete, er bekäme darin keinen richtigen Griff. Unter der Überschrift Nippon, neue Weltmacht des Wassersports ist die folgende Einschätzung zu lesen:
„Weit über den Rahmen der Schwimmwettbewerbe hinaus gab diesen Spielen der Siegeszug der japanischen Schwimmer das Gepräge. […] zu einer Zeit, als in Deutschland das Baden und erst recht das Schwimmen als Schande galt, war Japans Schwimmkultur bereits alt und volkstümlich. […] Die alte Kultur ist sehr oft die Grundlage für eine schnelle, gesunde moderne Entwicklung.“ Die japanische Regierung sorgte dafür, dass in den Schulen Schwimmunterricht stattfinden konnte, hunderte neue Schwimmbäder entstanden seit den OSS 1928. Schwimmfeste, Wettbewerbe und nationale Meisterschaften förderten die besten und vor allem junge Talente. Neben dem traditionellen Brustschwimmen wurden auch die anderen Schwimmarten wie Kraulen mit einem besonderen Beinschlag und drehenden (paragraphenförmigen) Armbewegungen entwickelt.
Kitamura, zum Startzeitpunkt gerade einmal 15 Jahre alt, war der zweitjüngste Teilnehmer an den gesamten Spielen 1932 und gewann überlegen die 1500 Meter. Über das Finale heißt es: „Kitamura scheint über das Wasser hinzugleiten, Makino (der die Silbermedaille holte) holt Atem, indem er den Kopf nach links dreht, Kitamura dreht ihn nach rechts. So sahen sich die beiden von Angesicht zu Angesicht und konnten sich nacheinander richten. Über ein Drittel leistete der junge Australier Ryan verzweifelten Widerstand, […] aber noch vor Vollendung des Kilometers war entschieden, dass es sich hier um eine rein japanische Angelegenheit handele.“
„Japan hat die Vorherrschaft im Schwimmsport erkämpft und es sieht ganz so aus, als ob es seinen Vorrang nun einige Olympiaden lang verteidigen könnte. Seine Meistergarde ist ebensso zahlreich wie stark, ebenso jung wie geübt und nun bald auch erfahren.“

### Reiten
Alle Reitermannschaften waren ausschließlich Soldaten. Vor dem finalen Springreiten gab es eine große Parade im Stadion, wo unter anderem der goldene Franzose Xavier François Lesage eine spezielle Vorführung im Dressurreiten unter großem Beifall der Zuschauer gab. – Eine kurze Beschreibung der Schlusssituation liest sich wie folgt: „Ein Schrei brach los, als der Amerikaner Chamberlain auf Tanbark den letzten Sprung hinter sich gebracht hatte. Nur zwölf Strafpunkte! […] Doch schon reitet auf riesengroßem Ross der kleine japanische Prinz Nishi heran. Er fliegt über jedes Hindernis, sein Pferd verweigert nur einmal einen Sprung und wirft beim letzten Hindernis mit einem Hinterbein einen Balken hoch. Acht Fehler, das ist heute mehr als ein fehlerloser Parcour, das ist nun wirklich der Sieg.“